# William Davin
William Davin (19 février 1890 - 1er mars 1956) est un homme politique du Parti travailliste irlandais qui est Teachta Dála (TD) pendant plus de trente ans.

## Biographie
Sa première candidature à une fonction publique a lieu aux élections générales de 1922, lorsqu'il se présente comme candidat du Parti travailliste dans la circonscription de Leix-Offaly. Il est réélu au 3e Dáil et à chaque élection générale successive jusqu'à sa mort en 1956. Après sa mort, une élection partielle a lieu le 30 avril 1956 et est remportée par le candidat du Fianna Fáil, Kieran Egan.
Il est secrétaire parlementaire du ministre du Gouvernement local de 1954 à 1956.
Pendant la majeure partie de cette période, il est le seul député travailliste de Laois-Offaly, mais après les élections générales de juin 1927, il est rejoint dans l'éphémère 5e Dáil par John Gill, qui perd son siège aux élections générales de septembre 1927.
Depuis la mort de Davin, Laois-Offaly n'a élu un député travailliste que deux fois : aux élections générales de 1965, lorsque Henry Byrne est élu au 18e Dáil, et aux élections générales de 1992, lorsque Pat Gallagher est élu au 27e Dáil.